# Marek Witkowski
Marek Krzysztof Witkowski né le 21 mai à Czechowice-Dziedzice, est un kayakiste polonais pratiquant la course en ligne.

## Palmarès
- 2000 à Sydney,  Australie
  -  Médaille de bronze en K-4 1000 m[1].